# 寒河江善秋
寒河江 善秋（さがえ ぜんしゅう、1920年 - 1977年）は、日本の社会活動家、作家。
山形県東置賜郡吉島村（現・川西町）生まれ。置賜農学校を卒業。18歳で満州拓殖公社に入社。訓練局訓練課に勤務し満蒙開拓青少年義勇軍の訓練等に従事した。太平洋戦争開戦に伴い1941年に軍属となり、愛知県豊橋市陸軍予備士官学校を経て、少尉としてハルマヘラで従軍し、当地で終戦を迎えた。1946年復員。
戦後、生地の吉島村にもどり、1947年に吉島村の青年団長となった。翌1948年にGHQの教育改革部門であるCIEが日本の教育指導者を対象として開催していたIFEL（The Institute for EducationalLeadership）講習会に参加し、グループワーク理論を学び、さらに満州での開拓経験を基に、1951年（昭和26年）深刻化していた農村の二・三男の失業対策として、かつ戦後の国土を青年の手で復興させるため、山形県産業開発青年隊運動を開始した。この運動に対して、建設省が協力に乗り出し、1953年（昭和28年）に「国土総合開発促進のため産業開発青年隊導入要綱」が作成された。その後20数年にわたり、道府県に青年隊（地方隊）が設置され、戦後日本の農村開発に大きな役割を果たした。なお、青年隊の流れを汲む組織は、現在も熊本県、宮崎県、沖縄県に存在する。
1953年日本青年団協議会では副会長となり、1965年の国際協力機構青年海外協力隊創設時には事務局の立ち上げや隊員の訓練に尽力した。学生運動にも関わり、藤本敏夫が収監された際には身元引受人となっている。

## 略歴
- 1938年（昭和13年） 満州拓殖公社入社
- 1951年（昭和26年） 山形県産業開発青年隊運動を実施
- 1953年（昭和28年） 日本青年団協議会副会長[2]
- 1955年（昭和30年） 財団法人産業開発青年協会常務理事
- 1959年（昭和34年） 国立中央青年の家運営委員
- 1970年（昭和45年） 社団法人日本奉仕協会常務理事
- 1977年（昭和52年） 死去[2]

## 著作
- 『茨の道を拓いて--山形県における創生期青年隊の回想』、国土開発、国土開発調査会、1954年
- 『青年団政治学習の目標と方法』、社会教育、全日本社会教育連合会1956年
- 『新中国の青年たち』、社会教育、全日本社会教育連合会、1957年
- 『青年団論』、北辰堂、1959年
- 『四苦八苦と忘られぬ人 (戦後社会教育行政の移り変わり)』、社会教育、全日本社会教育連合会、1973年
- 『半遁世―非凡を平凡に生きる』、日新報道、1974年
- 「特別寄稿・これからの青年運動の方向」（秋田県連合青年会『秋田の青年』No.16、昭和38(1963)年4月号）

## 資料・文献
- 大槻宏樹『社会教育史と主体形成』成文堂、1982年。doi:10.11501/12122110。全国書誌番号:82053257。
- 亀ヶ谷雅彦「山形における公明選挙運動について」『山形県立米沢女子短期大学紀要』第39号、山形県立米沢女子短期大学、2003年12月、47-73頁、CRID 1050001202927457280、ISSN 02880725。
- 劉全勝「「共同学習」における中国の影響」（PDF）『大原社会問題研究所雑誌』第572号、法政大学大原社会問題研究所、2006年7月、49-64頁、CRID 1520572359409528704、ISSN 09129421。
- 秋葉武「占領期日本のNPO ─「主体性」と「GHQ」(下)」『立命館産業社会論集= 立命館産業社会論集』第44巻第2号、立命館大学産業社会学会、2008年9月、67-80頁、CRID 1390853649807869696、doi:10.34382/00003288、hdl:10367/654、ISSN 0288-2205。